# Ahmose (principessa)
Ahmose (... – dopo il 1506 a.C.?) è stata una principessa egizia della XVIII dinastia.
Fu l'unica figlia a noi nota del faraone Seqenenra Ta'o e della regina Sitdjehuti, e sorellastra del faraone Ahmose I e della regina Ahmose Nefertari. Ebbe i titoli di "Figlia del Re" e "Sorella del Re".
Sembra che questa principessa sia sopravvissuta al fratellastro e alla sorella: forse morì durante il regno di Thutmose I, iniziato intorno al 1506 a.C.

## Tomba
Fu sepolta nella tomba classificata con la sigla QV47, nella Valle delle Regine. Si ritiene che la sua sia stata la prima tomba costruita nella Valle delle Regine; si tratta di una struttura abbastanza semplice composta di una stanza e un pozzo sepolcrale. Si trova in una valle complementare chiamata "Valle del Principe Ahmose". La mummia fu scoperta dall'egittologo italiano Ernesto Schiaparelli durante le sue numerose campagne di scavi, nel biennio 1903/1905; è conservata al Museo Egizio di Torino. Con la salma furono rinvenuti pochi resti del suo corredo funerario: un frammento del sarcofago, sandali di cuoio e frammenti di un telo di lino recante una ventina di capitoli del Libro dei morti - il tutto conservato al Museo egizio di Torino.